# Liste des représentants des États-Unis pour la Floride
Depuis le recensement de 2020, la Floride dispose de 28 élus à la Chambre des représentants des États-Unis, ce nombre est effectif aux élections de 2022.

## Délégation au 119econgrès (2025-2027)
| District et Nom | District et Nom            | District et Nom | Début du mandat                            | Parti       |
| --------------- | -------------------------- | --------------- | ------------------------------------------ | ----------- |
| 1er district    | Jimmy Patronis             |                 | 2 avril 2025 (4 jours)                     | Républicain |
| 2e district     | Neal Dunn                  |                 | 3 janvier 2017 (8 ans, 3 mois et 3 jours)  | Républicain |
| 3e district     | Kat Cammack                |                 | 3 janvier 2021 (4 ans, 3 mois et 3 jours)  | Républicain |
| 4e district     | Aaron Bean                 |                 | 3 janvier 2023 (2 ans, 3 mois et 3 jours)  | Républicain |
| 5e district     | John Rutherford            |                 | 3 janvier 2023 (2 ans, 3 mois et 3 jours)  | Républicain |
| 6e district     | Randy Fine                 |                 | 2 avril 2025 (4 jours)                     | Républicain |
| 7e district     | Cory Mills                 |                 | 3 janvier 2023 (2 ans, 3 mois et 3 jours)  | Républicain |
| 8e district     | Mike Haridopolos           |                 | 3 janvier 2025 (3 mois et 3 jours)         | Républicain |
| 9e district     | Darren Soto                |                 | 3 janvier 2017 (8 ans, 3 mois et 3 jours)  | Démocrate   |
| 10e district    | Maxwell Frost              |                 | 3 janvier 2023 (2 ans, 3 mois et 3 jours)  | Démocrate   |
| 11e district    | Dan Webster                |                 | 3 janvier 2011 (14 ans, 3 mois et 3 jours) | Républicain |
| 12e district    | Gus Bilirakis              |                 | 3 janvier 2007 (18 ans, 3 mois et 3 jours) | Républicain |
| 13e district    | Anna Paulina Luna          |                 | 3 janvier 2023 (2 ans, 3 mois et 3 jours)  | Républicain |
| 14e district    | Kathy Castor               |                 | 3 janvier 2007 (18 ans, 3 mois et 3 jours) | Démocrate   |
| 15e district    | Laurel Lee                 |                 | 3 janvier 2023 (2 ans, 3 mois et 3 jours)  | Républicain |
| 16e district    | Vern Buchanan              |                 | 3 janvier 2007 (18 ans, 3 mois et 3 jours) | Républicain |
| 17e district    | Greg Steube                |                 | 3 janvier 2019 (6 ans, 3 mois et 3 jours)  | Républicain |
| 18e district    | Scott Franklin             |                 | 3 janvier 2021 (4 ans, 3 mois et 3 jours)  | Républicain |
| 19e district    | Byron Donalds              |                 | 3 janvier 2021 (4 ans, 3 mois et 3 jours)  | Républicain |
| 20e district    | Sheila Cherfilus-McCormick |                 | 3 janvier 2023 (2 ans, 3 mois et 3 jours)  | Démocrate   |
| 21e district    | Brian Mast                 |                 | 3 janvier 2017 (8 ans, 3 mois et 3 jours)  | Républicain |
| 22e district    | Lois Frankel               |                 | 3 janvier 2013 (12 ans, 3 mois et 3 jours) | Démocrate   |
| 23e district    | Jared Moskowitz            |                 | 3 janvier 2023 (2 ans, 3 mois et 3 jours)  | Démocrate   |
| 24e district    | Frederica Wilson           |                 | 3 janvier 2011 (14 ans, 3 mois et 3 jours) | Démocrate   |
| 25e district    | Debbie Wasserman Schultz   |                 | 3 janvier 2023 (2 ans, 3 mois et 3 jours)  | Démocrate   |
| 26e district    | Mario Díaz-Balart          |                 | 3 janvier 2023 (2 ans, 3 mois et 3 jours)  | Républicain |
| 27e district    | Maria Elvira Salazar       |                 | 3 janvier 2021 (4 ans, 3 mois et 3 jours)  | Républicain |
| 28e district    | Carlos A. Giménez          |                 | 3 janvier 2023 (2 ans, 3 mois et 3 jours)  | Républicain |

Alcee Hastings meurt en 2021. Sheila Cherfilus-McCormick lui succède l'année suivante.

### Démographie

#### Parti politique
- 20 républicains
- 8 démocrates

#### Sexe
- 19 hommes (cinq démocrates et quatorze républicains)
- 9 femmes (4 républicaines, 5 démocrates)

#### Ethnies
- 20 Blancs (5 démocrates et 15 républicains)
- cinq Afro-Américains (quatre démocrates, un républicain)
- deux Latinos (une démocrate et un républicain)
- une Asio-Américaine (une démocrate)

## Premières
- En 1822, Joseph Marion Hernández est le premier Latino-Américain à siéger au Congrès[2].
- En 1870, Josiah T. Walls (en) est le premier Afro-Américain à représenter la Floride au Congrès[3].
- En 1928, Ruth Bryan Owen est la première femme à représenter la Floride au Congrès[4].
- En 1989, Ileana Ros-Lehtinen est la première Latino-Américaine à représenter la Floride au Congrès[5].
- En 1992, Corrine Brown est la première Afro-Américaine à représenter la Floride au Congrès[6].
- En 2016, Stephanie Murphy est la première Vietnamo-Américaine élue au Congrès et la première personne asio-américaine à représenter la Floride au Congrès.
- En 2022, Sheila Cherfilus-McCormick est la première haïtiano-américaine à représenter la Floride au Congrès[7].